# 水流雄一朗
水流 雄一朗（つる ゆういちろう、1994年11月3日 - ）は、日本の作曲家、編曲家、作詞家、DTMトレーナー。兵庫県三田市出身。Co-Writing Farm所属。Smile Music Lab所属。女子野球選手の水流麻夏は実妹。

## 経歴
小学生から大学までは野球部に所属。音楽とは全く無縁であったが就職活動が始まる大学3回生の冬、通学の電車の中でたまたま乃木坂46の曲を聴き衝撃を受け、ギター、キーボードを買い独学で作曲を始める。某スタジオにてDTMを教わりスキルを上げる。同時に関東でも活動をし、様々なプロデューサー、クリエイターとコライト（共作）を行い楽曲を制作する。 2019年7月、日向坂46の『Cage』で作編曲家デビューを果たす。

## 楽曲提供
なにわ男子
- ちゅきちゅきハネムーン（作曲）

櫻坂46
- TOKYO SNOW（作曲、編曲）

日向坂46
- Cage（作曲、編曲）
- 孤独たちよ（共作曲、編曲 / suekiki、伊藤涼と共作）

僕が見たかった青空
- 視線のラブレター（共作曲、編曲 / 長沢知亜紀と共作）

NGT48
- 命を懸けろ！（共作曲、共編曲 / 片山大輔と共作）

=LOVE
- 桜の咲く音がした（共作曲 / 室屋優美、KIKIと共作）
- 誰にもバレずに（作曲、編曲）

那須雄登 浮所飛貴
- magnet（作詞、作曲、編曲/ペンギンス、CONYと共作詞、共作曲）

優利香
- いつかの未来（編曲）

ラブライブ!蓮ノ空女学院スクールアイドルクラブ〔DOLLCHESTRA〕
- 希望的プリズム（作曲 / 室屋優美、Haruka と共作、編曲）

Girls²
- Shangri-la（作詞、作曲 / 共作）

first selection
- Miscommunication（作曲/編曲）
- 何者でもない僕（編曲）

22/7
- To goでよろしく！（作曲 / ペンギンスと共作）

ENJIN
- Dressing is a way of life（共作詞、共作曲/編曲）

OH MY GIRL
- Eternally（作詞、作曲/共作）
- Etoile（作詞、作曲/共作）[テレビアニメ『NOBLESSE-ノブレス-』エンディング主題歌]